# Всё глубже и глубже
Все глубже и глубже (англ. Deeper, Deeper, Deeper Still) — шестой эпизод американского документального телевизионного шоу «Космос: пространство и время». Премьера эпизода состоялась 13 апреля 2014 года на телеканале Fox, а 14 апреля 2014 года — на телеканале National Geographic Channel. Эпизод посвящён рассмотрению космоса на микроскопическом и атомарном уровнях, для чего Тайсон использует «корабль воображения». Также Тайсон рассказывает о существовании нейтрино и показывает детектор нейтрино Super-Kamiokande, расположенный под горой Камиока в Японии.
Эпизод посмотрело 3,49 миллиона зрителей. Рейтинг в возрастной категории 18-49 составил 1,3/4.

## Сюжет
Тайсон начинает повествование с рассказа о микроорганизмах, которые существуют внутри одной маленькой росинки, в том числе и об инфузориях и тихоходках. От этой темы он переходит к описанию того, как растения при помощи своих хлоропластов используют фотосинтез, чтобы преобразовать углекислый газ и воду в кислород и богатый энергией сахар. После Тайсон рассуждает о природе атомов и молекул и о том, каким образом это касается появления многообразия видов. В качестве примера он использует утверждение Чарльза Дарвина о существовании ещё неизвестного в то время мотылька с самым длинным хоботком Xanthopan morganii, основанное на том факте, что цветок орхидеи-кометы имеет длинную шпору с нектаром на дне. Далее он показывает, как запахи цветов стимулируют обонятельные центры мозга и каким образом это может вызвать различные воспоминания.
Тайсон рассказывает о том, как древнегреческие философы Фалес и Демокрит распространяли учение о том, что вся материя состоит из атомов во всем многообразии их сочетаний и как углерод формирует основу жизни в силу уникальности своей химической природы. Тайсон объясняет на основе протонов, нейтронов и электронов процесс ядерного синтеза, происходящий в большинстве звёзд, и как при этом преодолеваются силы электростатического отталкивания, не позволяющие атомам коснуться друг друга. От этих объяснений Тайсон переходит к рассказу о нейтрино, которые появляются во время процесса ядерного синтеза и способны проходить через любую материю, что практически лишает возможности их обнаружить. Тайсон объясняет, что на Земле созданы специальные резервуары с водой и датчиками, такие как детектор Super-Kamiokande, которые позволяют обнаруживать нейтрино в момент столкновения этих частиц с молекулами воды. Также Тайсон обращает внимание на тот факт, что нейтринные вспышки от взрыва сверхновой SN 1987A в Большом Магеллановом Облаке были зафиксированы за три часа до световой вспышки. Это объясняется тем, что излучение нейтрино происходит раньше самого коллапса звезды. Эпизод заканчивается упоминанием о нейтрино, оставшихся от Большого взрыва и ещё существующих во вселенной. Однако из-за природы света часть событий, произошедших после Большого взрыва, скрыты «стеной бесконечности», заглянуть за которую в данный момент невозможно.

## Рейтинг и отзывы
Премьеру эпизода в прямом эфире на канале Fox посмотрело 3,49 миллиона зрителей. При этом рейтинг эпизода в возрастной категории 18-49 составил 1,3/4. В результате эпизод занял четвёртое и последнее место среди эпизодов своего таймблока, уступив эпизодам телесериалов «Хорошая жена», «Воскрешение» и «Верь», и четырнадцатое место среди семнадцати премьер той же ночи.